# Климова, Наталья Сергеевна
Ната́лья Серге́евна Кли́мова (18 (30) сентября 1885, Рязань, Российская империя — 26 октября 1918, Париж, Франция) — русская революционерка, член партии эсеров-максималистов.

## Биография
Родилась в Рязани в семье рязанского помещика, присяжного поверенного, председателя Рязанского отдела «Союза 17 октября», члена Государственного Совета Сергея Семёновича Климова (24 апреля 1850 — 10 марта 1907) и Любови Никифоровны Ворыпаевой (1856–1894), учившейся в Швейцарии на врача-гинеколога. В 1903 году окончила Рязанскую женскую гимназию и поступила на курсы Лохвицкой-Скалон в Санкт-Петербурге.
В 1906 году жила с отцом на Ривьере. В мае того же вступила в партию эсеров-максималистов. Познакомилась с эсером М. И. Соколовым и вышла за него замуж. 12 августа 1906 года участвовала в покушении на Петра Столыпина (взрыв на Аптекарском острове). Организацию максималистов выдал один из участников, ставший провокатором, Владимир Гейде. 30 ноября 1906 опознана и арестована. В камере Петербургского ДПЗ написала знаменитое «Письмо перед казнью», которое было напечатано осенью 1908 года в журнале «Образование». Позже, для детей, Климовой была написана повесть «Красный цветок».
В 1907 году была приговорена военно-окружным судом (от тогдашних военно-полевых судов отличался наличием обвинителя и адвоката и другими процедурными моментами) к смертной казни. Её отец написал нетипичное прошение о помиловании, похожее на дневник, и, отослав его, внезапно умер. По мнению Варлама Шаламова, именно его смерть придала прошению нужную силу — помощник главнокомандующего войсками гвардии и Петербургского военного округа, генерал от инфантерии М. А. Газенкампф, полномочный рассматривать прошения на приговоры Санкт-Петербургского военно-окружного суда и подчиненных военных судов, заменил казнь бессрочной каторгой. При этом, цитируя текст приговора, Шаламов приводит дату, когда смертная казнь была заменена каторгой: 29 января 1907 года. Отец Натальи Климовой в это время ещё был жив. По другим предположениям, отец Климовой был лидером рязанских октябристов, членом Государственного совета с апреля 1906 года. Николай II по представлению дворцового коменданта В. Дедюлина мог принять решение заменить казнь бессрочной каторгой, чтобы перед выборами в Думу не портить отношения с октябристами, которые были опорой правительства. Очевидно, решение было принято заранее, о помиловании было объявлено спустя полтора часа после вынесения приговора.
В ночь с 30 июня на 1 июля 1909 года из Московской губернской женской тюрьмы (Новинской женской тюрьмы) бежало тринадцать каторжанок, в их числе была и Климова. Месяц скрывалась в Москве. Затем московский эсер, инженер Василий Калашников отвёз Наталью Сергеевну, как свою жену, по магистрали Великого Сибирского пути. На верблюдах через пустыню Гоби Климова добралась до китайского порта, затем морем в Токио. Из Японии — пароходом в Италию, оттуда в Париж.
В эмиграции — член Боевой организации ПСР. Подруга Бориса Савинкова. В 1911 году познакомилась с социал-революционером, боевиком, бежавшим с Читинской каторги Иваном Столяровым (1885—1938) и вышла за него замуж. В 1912 году отошла от революционной деятельности, родив дочь Наталью. Занималась домашним хозяйством, позже родила ещё двух девочек (третья появилась в сентябре 1917) — Екатерину и Татьяну.
После Февральской революции 1917 года муж уехал в Россию и ожидал переезда жены и детей. Наталья пыталась вернуться в Россию, однако неудачно. В 1918 году Наталья Сергеевна делает последнюю попытку уехать в Россию.
Ухаживая за дочерьми, заболевшими испанкой, Климова заразилась сама и умерла в Париже 26 октября 1918 года (вслед за младшей дочерью). Похоронена на кладбище Булонь-Бийанкур. Дочери воспитывались в семье Шиловского во Франции.
Её старшая дочь, переводчица, Наталия Ивановна Столярова (1912, Генуя — 31 августа 1984, Москва) отбыла 8-летний срок в Карлаге в 1937—1945 годах, позднее стала секретарём Ильи Эренбурга, дружила с В. Шаламовым, помогала в переправке за границу романа А.Солженицына «Архипелага ГУЛАГ».
Вторая дочь Натальи Климовой — Екатерина Ивановна Столярова (в замуж. Анзи; ум. в 2009) — осталась во Франции, была участницей Сопротивления.

## В литературе и в кино
- Михаил Осоргин, «Свидетель истории» (1942):

Юность Наташи Калымовой совпала с героическими днями России, с её самым первым пробуждением. Но та весна была так коротка и так быстро вернулись морозы, что именно молодые посадки и пострадали всего больше. Год четвёртый был годом «святого негодования», пятый — пылкого героизма и несбывшихся надежд. А когда на лобное место политической свободы прибежал, запыхавшись, человек тыла, ему ничего не осталось, как назвать толпу, расходившуюся с кладбища, смешным именем «Думы народного гнева». Но гнева уже не было, и народ притих. Под разбитым колоколом трепался наскоро, мочальной веревочкой подвязанный язык.
Упомянута также в романе Осоргина «Книга о концах».
- Марк Алданов, «Самоубийство», 1956. Роман. Издание Литературного фонда. Нью-Йорк. 1958 г.[12]
- Варлам Шаламов, 1966:

Cудьба Натальи Сергеевны Климовой касается великой трагедии русской интеллигенции, революционной интеллигенции. <…>
Трещина, по которой раскололось время — не только России, но мира, где по одну сторону — весь гуманизм девятнадцатого века, его жертвенность, его нравственный климат, его литература и искусство, а по другую — Хиросима, кровавая война и концентрационные лагеря, и средневековые пытки и растление душ <…> — устрашающая примета тоталитарного государства.
Жизнь Климовой, её судьба потому и вписаны в человеческую память, что эта жизнь и судьба — трещина, по которой раскололось время.
Судьба Климовой — это бессмертие и символ.
- Б.Савинков «То, чего не было»: Владимир Глебов и Ольга Белова — это Михаил Соколов и Наталья Климова.
- У Солженицына Климова выведена в романе «Август Четырнадцатого».
- Сериал «Столыпин» (2024) — в роли Натальи Климовой Анастасия Милославская.

## Городской  сквер имени Наташи Климовой
До октябрьской революции в г. Рязани на Бульварном  переулке, вблизи городского сада и бульвара располагался дом семьи Климовых. По данным 20 годов бывший дом Климовых находился по адресу Бульварный переулок д. 2.
В 1928 г. в г. Рязани предлагалось ул. Скоморошинскую переименовать в улицу имени Наташи Климовой. В мае 1928 г. в газете Рабочий клич публикуется статья "Сотрем старые имена" о переименовании улиц г. Рязани. Бульвару против здания ГИКа (Губернский исполнительный комитет на углу ул. Свободы и Радищева) решено присвоить имя Наташи Климовой, революционерки 1905 г. участницы покушения на царского министра Столыпина на Аптекарском острове. В газете Рабочий клич 17 августа 1928 г. публиковалась заметка, что Президиум горсовета утвердил переименование улиц и площадей г. Рязани. Бульвару против ГИка присваивается имя Наташи Климовой.
До 40 годов прошлого века городской сквер на ул. Ленина назывался именем Наташи Климовой. В период 1946-1947 г. в г. Рязани проходило расширение, благоустройство и озеленение городского сквера имени Наташи Климовой. В связи с расширением,  Бульварный переулок и часть площади, напротив Гостиного двора стали частью городского сквера.
По данным газеты Сталинское знамя 1946 г. 5 марта 1946 г. в рамках Павловских дней в г. Рязани планировалось заложить памятник академику Павлову в сквере имени Наташи Климовой. 5 марта 1946 в центральном сквере города в присутствии академиков, ученых и представителей руководящих общественных и медицинских организаций Рязани состоялась закладка памятника Павлову.
На месте закладки памятника стоял постамент, на котором висела мраморная доска с надписью "Здесь будет сооружен памятник великому исследователю и мировому ученому академику Ивану Петровичу Павлову". 6 марта 1946 г. в г. Рязани открылся мемориальный музей имени Павлова.
В газете Сталинское знамя 15 июня 1946. публикуется заметка, что в 1946 г. Совет Министров РСФСР разрешил исполнительному комитету Рязанского областного Совета депутатов трудящихся израсходовать в 1946 г. 250 тысяч рублей на сооружение памятника русскому ученому, академику И. П. Павлову в Рязани. Памятник будет установлен в сквере имени Наташи Климовой, где в марте этого года был заложен первый камень. В ближайшее время начнутся работы по сооружению памятника.
В журнале Архитектура и строительство №8 1947 г. в статье Озеленение городов РСФСР публикуется заметка, что в городе Рязани по инициативе местных работников построен замечательный сквер имени академика Павлова, с хорошими цветниками, удачно подобранным ассортиментом цветов. Высокая культура в производстве работ и организации здорового ухода за зелеными насаждениями ставит этот сквер в разряд образцовых.
В газете Сталинское знамя августа 1947 г. размещена заметка "Много цветов и зелени в сквере имени Наташи Климовой. Здесь будет воздвигнут памятник знаменитому земляку академику И. П. Павлову."
По данным газеты Сталинское знамя от 15 октября 1947 г. на улице Ленина, в летний период напротив Рязанского городского парка культуры и отдыха был заложен новый сквер. Посажено более 400 декоративных деревьев различных пород и около 1000 кустарников. В центре сквера разбиты клумбы, устроены площадки и дорожки. В закладке сквера принимали участие ученики 5 мужской школы и ремесленных училищ. Работами руководил опытный садовод технорук городского зелёного строительства товарищ Исаев. В закладке нового сквера принимали участие ученики 5 мужской школы, которая находилась в здании 10 школы.
В связи с планами установки памятника академику Павлову, городской сквер имени Наташи Климовой, какой-то период назывался сквером имени академика Павлова. В 1949 г. памятник академику Павлову был установлен на другой площадке, напротив корпусов Гостиного двора на ул. Ленина.
В газете Вечерняя Москва 26 сентября 1949 г. публиковалось  сообщение председателя исполкома Рязанского городского совета К. Н. Афанасьева о торжествах к 100-летию со дня рождения ученого Ивана Петровича Павлова. Большое внимание общественности привлекает открытие памятника прославленному физиологу. Проект выполнен московским скульптором М. Г. Манизером. Отлитая из бронзы фигура И. П. Павлова имеет 3 метра 60 сантиметров высоты. Памятник устанавливается на красивом гранитном постаменте высотой около 4 метров. Для памятника отведено место в центре города, на улице Ленина, против сквера имени Павлова.
В 1959 г. в городском сквере  была установлена скульптура Владимира Ильича Ленина. В октябре 1995 г. по проекту скульптора А.П. Усаченко и архитектора Н.Н. Истомина в городском сквере был установлен бюст поэта Сергея Александровича Есенина.
На сегодняшний день сквер имени Наташи Климовой официально называется Верхний городской сад, который ещё носит народное название Наташин парк.
- Городской сквер 1965 г.
- Скульптура Мать с ребёнком  в Наташином парке
- Бюст Есенина в Наташином парке
- Скульптура Мать с ребёнком в Наташином парке
- Сквер имени Наташи Климовой 1939 г.
- Рабочий клич 17 августа 1928 г.